# Georges de Caunes
Pour les articles homonymes, voir De Caunes.
Georges de Caunes est un journaliste français né le 26 avril 1919 à Toulouse et mort le 28 juin 2004 à La Rochelle.

## Biographie

### Famille
Georges de Caunes est le fils de l’avocat Gustave de Caunes et de Marie Cazal.
En 1946 il épouse Benoîte Groult, écrivaine, avec laquelle il a deux filles : Blandine, actrice puis attachée de presse chez Phébus qui épouse le 31 mai 1974 à Chamonix-Mont-Blanc Alain Mazza, architecte, et Lison, marqueteuse de paille, épouse de Serge Godzal.
Divorcé, il se remarie ensuite en 1953 avec Jacqueline Joubert, présentatrice de télévision et mère de leur fils, Antoine, animateur de radio et télévision, acteur et réalisateur. Les époux divorcent en 1960.
Il épouse en troisièmes noces, le 25 décembre 1967, à Cambia en Corse, Anne-Marie Carmentrez, qui donne naissance à Marie et à Pierre, réalisateur et animateur de radio-télévision.
En 1983, ils choisissent de vivre à La Rochelle avec leurs deux enfants.

### Formation professionnelle
Georges de Caunes étudie, jusqu’en 1936, au Caousou, collège de jésuites de Toulouse, puis entre à la faculté de droit, où il obtient une licence, en 1939.

### Années 1940
Mobilisé fin 1939, il est, en juin 1940, élève officier de réserve (EOR) à Saint-Maixent et participe avec les Cadets de Saumur aux derniers combats sur la Loire avant de rejoindre le maquis Lecoz en Touraine.
En 1945, il devient correspondant de La Voix de l’Amérique en tant qu’attaché à la Radiodiffusion française. Il participe ensuite à Ce Soir en France, première émission d’actualités. Il devient correspondant de Radio Sottens et collabore aux Actualités de Paris, magazine quotidien d’un style nouveau, sur la Radiodiffusion française.
De 1948 à 1951, il participe aux Expéditions polaires françaises au Groenland avec Paul-Émile Victor.
En 1949, il débute à la télévision avec Pierre Sabbagh et Jacques Sallebert. Ils créent ensemble le premier journal télévisé. Pierre Tchernia et Claude Darget les rejoignent. Il commente en direct les premiers matchs télévisés de rugby (à XV et à XIII), bien avant Roger Couderc.

### Années 1950
En 1952, il choisit d’être travailleur indépendant, il reprend sa liberté vis-à-vis de la radio d’État, pour travailler dans la presse écrite, notamment à Paris Match, et dans les radios privées comme Europe 1. Il effectue un reportage en Amazonie sur la trace des chercheurs d’or et sur Edgard Maufrais qui recherche inlassablement son fils Raymond Maufrais, jeune explorateur disparu en Guyane depuis 1950.
En 1953, il est choisi par Marcel Bleustein-Blanchet pour travailler chez Publicis et créer à Casablanca la TELMA, première télévision privée marocaine.
En 1957, il joue dans Tahiti ou la Joie de vivre, un film de Bernard Borderie. De 1959 à 1961, il reprend ses activités à Europe 1 et à Paris Match, à qui il remet de grands reportages. Il s’essaye également au théâtre en interprétant Le Fils d'Achille avec Maria Mauban.
Il présente le journal télévisé de 1956 a 1962 sur RTF Télévision qui a acquis alors une réelle notoriété. En 1958, il présente le premier reportage télévisé en direct d’une grotte depuis Bédeilhac, en Ariège, en présence de Norbert Casteret et sa fille Raymonde ainsi que José Bidegain, Joseph Delteil et Georges Lépineux.

### Années 1960
De 1962 à 1963, il s’installe avec sa chienne Eder, un berger des Pyrénées, sur une île déserte des Marquises, Eiao, et rend compte, chaque jour, sur l’antenne de la radio française, de sa solitude absolue. Eder vivra ensuite jusqu'en juillet 1969, âgée de 12 ans.
De 1964 à juillet 1966, il représente le journal télévisé Télé-Soir sur la première chaîne de l'ORTF. Il quitte la présentation du journal télévisé d'un commun accord avec sa direction qui lui reproche d'avoir accepté un contrat publicitaire et d'avoir posé pour une marque de pantalons. Il profite de son inactivité pour aller pendant quatre mois au Mexique.
Il revient à la radio en mai 1967, en animant quotidiennement l’antenne de RTL de 9 h à 12 h 30, ainsi qu'en télévision sur RTL jusqu’en 1969, année où il revient à la télévision française après presque trois années d'absence.
Il anime Le Francophonissime, à partir du cinquième numéro en 1969, où il succède à Pierre Tchernia et restera à la barre jusqu'en 1976.

### Années 1970
Dès 1970, et pendant trois ans, il anime Le Cœur et la Raison sur les ondes de Radio Monte-Carlo. En 1971, il joue avec auto-dérision son propre rôle dans le feuilleton télévisé Le Voyageur des siècles de Jean Dréville et Noël-Noël, qui l’imaginent, dans une année 1981 futuriste, présentateur de télévision de la cinquième chaîne de l’ORTF.
En 1971, il présente un journal télévisé humoristique, Défense d'afficher, émission diffusée sur la première chaine en seconde partie de soirée.  De 1971 à 1972, il anime et présente Le Journal du Cinéma, émission hebdomadaire réalisée par Paul-Robin Benhaïoun et diffusée sur la 2e chaîne couleurs.
Le 6 janvier 1975, l’ORTF est remplacé par trois chaînes publiques : TF1, Antenne 2 et France Régions 3. Georges de Caunes est chef du service des sports sur TF1. Il veut concurrencer le duo Couderc-Albaladejo qui va commenter sur Antenne 2 les matchs du Tournoi des cinq nations. Il décide alors de commenter lui aussi les matchs de rugby, en tandem avec l’abbé Pistre.  
Il commente le Concours Eurovision de la chanson en 1971 pour l'ORTF puis pour TF1 en 1975 et 1977.
En 1979, on le retrouve au théâtre dans Comédie pour un meurtre.

### Années 1980 et 1990
En 1982, il est contraint à 63 ans, de se retirer en tant qu’animateur et journaliste à la télévision. En 1984, il abandonne définitivement la radio.
Entre 1987 et 1988, il commente en voix off une série de documentaires de 20 minutes environ chacun, Le Monde selon Georges, diffusée dans le cadre de l'émission pour la jeunesse Récré A2 matin sur Antenne 2. 
En juin 1988 et en juillet 1990, Georges de Caunes s’installe quinze jours dans une cage du zoo de la Palmyre, sous l’étiquette Homo sapiens, pour y observer les humains avec les yeux des animaux.

### Années 2000

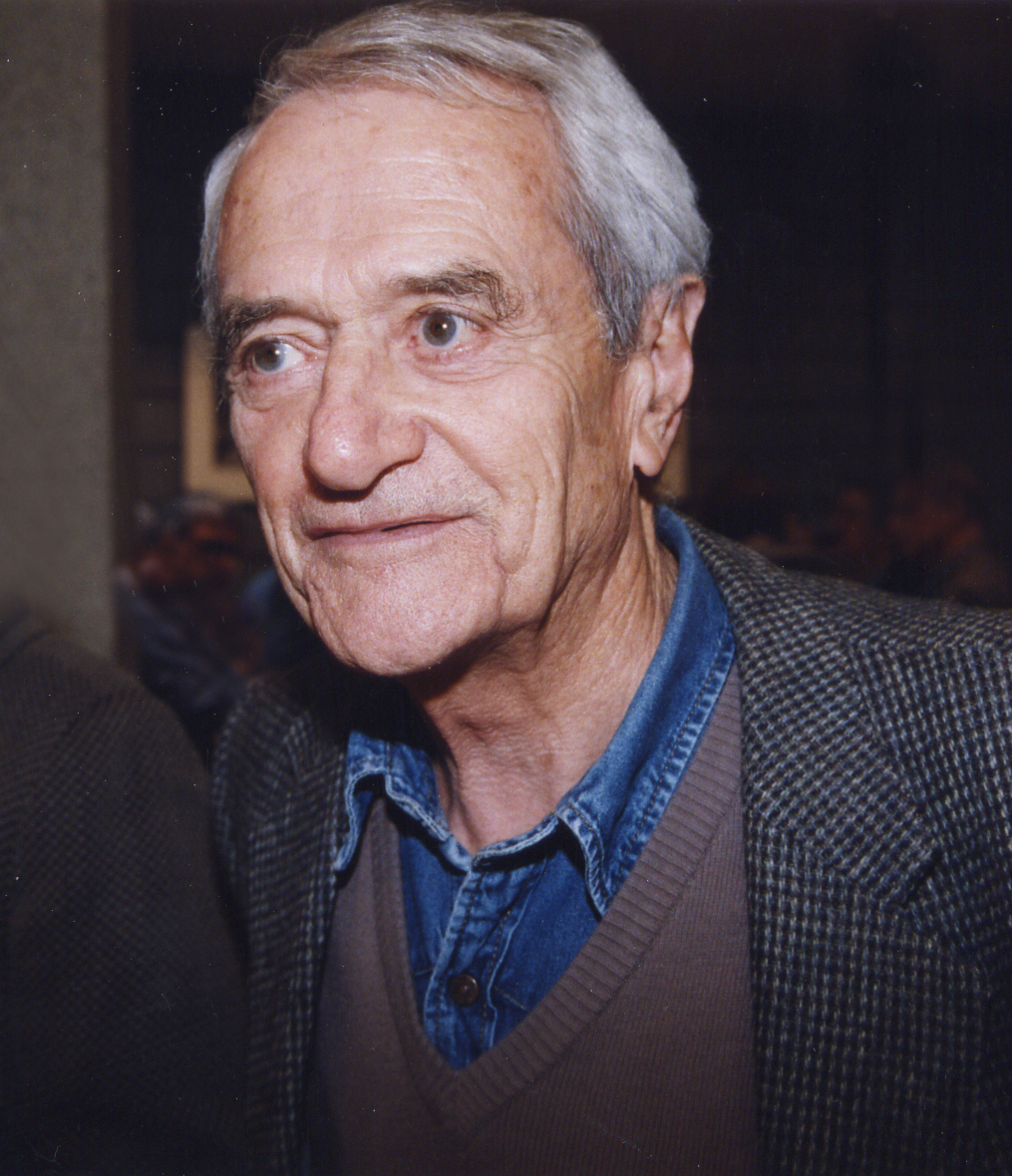
Georges de Caunes au Festival international de géographie (années 2000).

En 2003, il reçoit le Prix de la carrière décerné par l'association des écrivains sportifs. Le Prix de la carrière récompense une femme ou un homme qui, tout au long de sa carrière, par ses écrits ou par ses travaux, a apporté une contribution importante au sport, à sa diffusion et son retentissement.
Georges de Caunes meurt d'une rupture d’anévrisme à l'âge de 85 ans le 28 juin 2004 à La Rochelle. Incinéré dans cette même ville, ses cendres sont ensuite inhumées dans le caveau de famille maternel au cimetière de Coursan (Aude).

## Bilans

### Publications
- Tahiti ou la joie de vivre aux Éditions Horay, 1957.
- Les Coulisses de la télévision chez Plon. Prix de l’Humour 1964.
- Télévisias chez Solar, 1966.
- Histoires d’O-tomobiles chez Solar, 1969.
- Ma part des choses chez Le Pré aux clercs, 1990.
- Georges de Caunes, Rendez-vous avec Jacqueline Joubert : album de famille, Paris, Éditions Denoël, 135 p., 15 × 21 cm (ISBN 9782207244289, OCLC 37796630).
- Imarra, aventures groenlandaises chez Hoëbeke, 1998, Prix de l’Aventure.

### Discographie
- Chien mon Ami, par Georges de Caunes, auteur et interprète. Microsillon 33 tours autoproduit,  réalisation Louis Lorenzi, S.F.P. Villetaneuse, 1962.
- Déclaration 1964, conseils essentiels, disque fiscal 33 tours 17 cm édité par l’Aide-Mémoire fiscal, revue du Syndicat National Unifié des Contributions Directes. Scénario et Direction d’Edition Jean Roncajola,  interprété par Georges de Caunes, Roger Couderc et Suzanne Gabriello[14].
- Le Mystère de la Naissance. Disque 33 tours en trois volumes aux Éditions Presse de la Publicité  avec Georges de Caunes et Denise Fabre.

### Théâtre
- 1979 : Comédie pour un meurtre de Jean-Jacques Bricaire et Maurice Lasaygues, mise en scène de Dominique Nohain, au Théâtre Tristan Bernard[15].

## Hommages
Depuis sa disparition, divers hommages lui ont été rendus, des rues, des avenues portent son nom. Par exemple, au village homonyme de Caunes-Minervois, la Place de la Mairie est devenue la Place Georges de Caunes, inaugurée officiellement le 28 septembre 2019 par son fils Antoine de Caunes. Le Prix littéraire Georges de Caunes est décerné, depuis 2006, dans le cadre du festival du livre de La Rochelle. Depuis 2005, le Festival Georges de Caunes : aventures humaines et sportives se déroule à Vallauris (anciennement dénommé FIDLAS, Festival international du film et du livre d’aventure sportif).

## Pour approfondir